# Mcguinnessita
La mcguinnessita és un mineral de la classe dels carbonats que pertany al grup de la rosasita. Rep el seu nom en honor del mineralogista californià Albert L. McGuinness.

## Característiques
La mcguinnessita és un carbonat de fórmula química CuMg₂(CO₃)(OH)₂. No se sap amb certesa si cristal·litza en el sistema monoclínic o en el triclínic. La seva duresa a l'escala de Mohs és 2,5.
Segons la classificació de Nickel-Strunz, la mcguinnessita pertany a «05.BA: Carbonats amb anions addicionals, sense H₂O, amb Cu, Co, Ni, Zn, Mg, Mn» juntament amb els següents minerals: atzurita, georgeïta, glaucosferita, kolwezita, malaquita, nul·laginita, pokrovskita, rosasita, zincrosasita, txukanovita, auricalcita, hidrozincita, holdawayita, defernita, loseyita i sclarita.

## Formació i jaciments
La mcguinnessita és un mineral secundari rar, típicament format en peridotita serpentinitzada. Va ser descoberta a la mina Copper King, al Comtat de Mendocino (Califòrnia, Estats Units). També ha estat trobada a Austràlia, Àustria, Espanya, altres indrets dels Estats Units, Itàlia, el Japó, el Marroc, Nova Zelanda, Romania, Rússia i Sud-àfrica.
Sol trobar-se associada a altres minerals com: vuagnatita, malaquita, atzurita, crisocol·la, coalingita, pokrovskita, glaucosferita, gaspeïta, jamborita.